# Её друзья (пьеса)
«Её друзья» — пьеса Виктора Розова. По мнению её автора — о «простых человеческих чувствах».
Написанная в конце 1940-х годов, история о сложном периоде жизни старшеклассницы Люси Шаровой, внезапно начавшей терять зрение, из-за чего она больше не может учиться, готовиться к экзаменам, полноценно жить, благодаря своей трогательной поучительности остаётся интересной для зрителей. Ведь так и познаются верные друзья, которые помогают ей справиться с бедой и вновь жить полноценной жизнью.
Эта история напоминает, какой созидательной силой обладают дружески протянутые руки помощи и, казалось бы — простые, слова участия.

## История
Пьеса написана в 1949 году. В том же году состоялась её премьера. Поставили пьесу в Центральном детском театре режиссёр Ольга Пыжова совместно с Борисом Бибиковым. Роль Володи Чернышова в премьерном спектакле исполнил Олег Ефремов, в то время только что принятый в труппу театра.
В год написания пьесы у драматурга был творческий кризис, после окончания первой пьесы — «Вечно живые» — он не знал, о чём писать. Сюжет новой пьесы подсказала газетная статья о слепнувшей девочке, случайно показанная Виктору Сергеевичу тёщей. Новое произведение он создал, работая «как одержимый», за три недели.
В 1950 году пьеса была записана для радио артистами Центрального детского театра : от автора — Евгений В. Перов; Дмитрий Павлович Шаров — Зиновий А. Сажин; Анна Григорьевна Шарова, его жена — Валентина А. Сперантова; Людмила Шарова (Люся), их дочь — Татьяна Б. Щекин-Кротова; Светлана Бутова — Галина Г. Новожилова; Ирина Игнатьевна Бутова, мать Светы — Галина Д. Степанова; Таня Колесникова — Людмила С. Чернышёва; Оля Сомова — Татьяна И. Булкина; Римма Третьякова — Таисия С. Цыганок; Петя Яковлев — Геннадий М. Печников; Володя Чернышёв — Олег Н. Ефремов; Никита Зарубин — Анатолий М. Щукин; Вера Николаевна, директор школы — Татьяна Н. Струкова; Валентина Васильевна, классный руководитель — Софья П. Волховская.
В 1952 году в Дагестанском драматическом театре роль одного из школьников в этой пьесе исполнил Иннокентий Смоктуновский.
В 1990-е годы спектакль «Её друзья» (как и спектакль по другой пьесе Розова — «В день свадьбы») был возобновлён в МХАТе имени М. Горького режиссёром Валерием Усковым. Пьеса идёт на сцене и в XXI веке. В спектакле в разные годы были заняты народная артистка России Маргарита Юрьева, заслуженная артистка РСФСР Генриэтта Ромодина, народная артистка РСФСР Светлана Коркошко, заслуженный артист России Павел Винник, народная артистка России Клементина Ростовцева, Ирина Фадина.

## Персонажи
- Вера Николаевна, директор школы
- Валентина Васильевна, классный руководитель
- Шаров Дмитрий Павлович
- Шарова Анна Григорьевна
- Шарова Людмила
- Бутова Ирина Тгнатьевна
- Бутова Светлана
- Нюша
- Таня Колесникова
- Оля Сомова
- Римма Третьякова
- Петя Яковлев
- Володя Чернышов
- Никита Зарубин
- Ирина Соловьёва
- Дед Мороз
- Няня
- Ученики школы (четыре действующих лица)

## Сюжет
Старшеклассница и участница школьного театрального кружка Люся Шарова перестаёт посещать репетиции, хотя в предстоящей премьере занята в одной из главных ролей — она Ульяна Громова (для постановки выбран роман А. А. Фадеева «Молодая гвардия»). У Люси подходящая для роли героини внешность, особенно выразительны её большие чёрные глаза. Но у других участников спектакля зреет возмущение таким поведением Шаровой, появляются предложения отстранить её от роли. Неожиданно выясняется, что причина отсутствия юной актрисы — накатывающаяся на неё слепота (последствия перенесённой в недавние военные годы контузии). Теперь уже в театральном коллективе возникает горячее желание помочь попавшей в беду девочке. Ведь под угрозой оказывается не только исполнение роли в спектакле, а и само завершение учёбы в школе. Несмотря на серьёзность ситуации, сообща находится и решение (подключаются и педагоги школы) — экзаменационные билеты учатся по зачитыванию вслух. В результате не только выпускные, но и вступительные экзамены в Тимирязевскую сельскохозяйственную академию оказываются успешно сданными. В конце спектакля в результате успешно проведённой медицинской операции Люсе Шаровой возвращено зрение

## Постановки
- Центральный детский театр
  - режиссёры — Ольга Пыжова, Борис Бибиков[11].
- МХАТ имени Максима Горького
  - режиссёр — Валерий Усков[11].

## Критика
В своей книге «Путешествие в разные стороны» сам Розов в 1987 году писал

Заранее должен оговориться, что моя пьеса «Её друзья» — весьма жиденькое произведение

К слабостям пьесы относили излишне большое количество действующих лиц, схематичность некоторых образов (особенно педагогов) и даже отсутствие отрицательных персонажей.
Однако по мнению драматурга В. С. Попова спектакль и в современности пользуется успехом, в первую очередь у молодёжи, потому, что «понятен, увлекателен, нужен и интересен», хотя Попов отмечает и изобретательную режиссуру В. Ускова, серьёзное и трепетное исполнение своих ролей и молодыми актёрами, и зрелыми мастерами театра (жившими в годы действия пьесы и хорошо их знающими), главным он считает авторское слово. Сам автор пьесы считал, что у его произведения есть единственное достоинство — она о простых человеческих чувствах, что «слегка» выделяет её на фоне «больших полотен» своего времени и из строя новых боевиков, триллеров, наркотических забав и прочей эротики — простые человеческие чувства для современной молодёжи также необходимы, как и в прежние времена их родителям.